# Mary Joe Fernández
Mary Joe Fernández, eg. Maria Jose Fernández Godsick, född 19 augusti 1971, Dominikanska republiken, amerikansk högerhänt tennisspelare, särskilt framgångsrik som dubbelspelare.

## Tenniskarriären
Mary Joe Fernández blev professionell spelare på WTA-touren 1986. Under karriären vann hon två dubbeltitlar i Grand Slam (GS)-turneringar och två olympiska guldmedaljer. Hon deltog också i tre GS-singelfinaler. Totalt vann hon som proffs sju singel- och 19 dubbeltitlar. Hon upphörde med internationellt tävlingsspel 2000.  
Fernández var tidigt utvecklad som tennisspelare och vann som junior fyra raka titlar i Orange Bowl-turneringen i Miami Beach. År 1985, vid 14 års ålder, blev hon den yngsta spelaren någonsin som vunnit en turneringsmatch i US Open.
Sin första WTA-titel vann Fernández i dubbel 1989 (Dallas). Den första singelsegern noterade hon 1990 (Tokyo). Samma år nådde hon finalen i Australiska öppna. Hon förlorade den matchen mot Steffi Graf (3-6, 4-6). Vid säsongavslutningen rankades hon som världsfyra i singel.
År 1991 vann hon dubbeltiteln i Australiska öppna tillsammans med Patty Fendick. Säsongen därpå, 1992, nådde hon åter singelfinalen i Australiska öppna, en final hon förlorade mot Monica Seles (2-6, 3-6). Hon vann senare på sommaren guldmedaljen i Olympiska sommarspelen tillsammans med Gigi Fernández och vann dessutom bronsmedaljen i singel. Mary Joe deltog 1993 i en mycket dramatisk kvartsfinalmatch i Franska öppna. Hon mötte Sabatini som tog ledningen med 6-1, 5-1 och dessutom fem matchbollar. Fernández lyckades vända matchen och vann slutligen med 1-6, 7-6(7-4), 10-8. I semifinalen besegrade hon Arantxa Sánchez Vicario (6-2, 6-2), men fick sedan i finalen ge sig mot Steffi Graf som vann den mycket täta matchen med 4-6, 6-2, 6-4.     
Fernández vann sin andra GS-titel i dubbel 1996 i Franska öppna tillsammans med Lindsay Davenport. Tillsammans vann de båda samma år också den säsongsavslutande WTA Tour Championships. Under de Olympiska sommarspelen 1996 vann hon guldmedaljen i dubbel tillsammans med Gigi Fernández.   
Fernández vann sin sista singeltitel 1997 i Berlin. Samma år vann hon också sin sista dubbeltitel (Madrid).
År 1996 deltog Fernández i det segrande amerikanska laget i Fed Cup.

## Spelaren och personen
Mary Joe Fernández spelar med dubbelfattning på backhand.
Efter avslutad tenniskarriär har Mary Joe arbetat som tenniskommentator på ESPN och CBS. 

## Grand Slam-titlar
- Australiska öppna
  - Dubbel - 1991
- Franska öppna
  - Dubbel - 1996